# 杜全顺
杜全顺，男，曾任天津市公安交管局工会主席，并兼任天津市华同实业公司总经理。杜全顺与宋平顺、武长顺三人被天津公安交管系统人称为“三顺”。杜全顺曾长期作为下属、球友与原天津市政协副主席、天津市公安局局长武长顺共事。财新传媒的报道《武长顺起底》中披露，杜全顺与多名贪腐官员及其情妇长期合作并经营企业，包括与武长顺二人多年来一直过从甚密；此外，杜全顺还与宋平顺的情妇许敏合资成立了多家公司。

## 履历
1999年1月，杜全顺被天津市公安交管局任命为市公安交管局天津华安实业有限公司下属企业天津市华同实业公司总经理，该公司下设两个交通设施厂、停车场管理站实体单位。政法机关停止经商后，华同实业被特批保留，由天津市公安局负责日常管理。2013年10月，杜全顺因退休不再担任华同实业法人代表。
除担任担任政府公职外，杜全顺还在多家外部企业有任职。1996年5月，杜全顺与宋平顺情妇许敏控制的香港红康国际有限公司合资成立中港合资企业天津圣华康交通设施有限公司，中方法人股东即华同实业。2004年9月，杜全顺与许敏的顺安公司和华同实业合资兴办天津天健机动车驾驶员体检中心有限公司。圣华交通和天健驾驶员体检中心的法人代表、董事长均为杜全顺，副董事长由许敏担任。
2014年7月21日，武长顺接受调查。同日，作为其下属的杜全顺亦被带走接受调查。

## 政商关系

### 相关人物
- 上司宋平顺：原天津市政协主席，天津市政法委书记。2007年6月3日，畏罪自杀。[2]
- 上司武长顺：原天津市政协副主席、天津市公安局局长。2014年7月21日，与杜全顺于同一日接受组织调查。
- 妹妹杜秀敏：杜全顺之妹，天津江胜集团有限公司法人代表、董事局主席兼总经理，已移民。[1]
- 合作者许敏：宋平顺的情妇。

### 相关机构
- 天津市华同实业公司，天津市公安交管局下属企业。
- 天津圣华康交通设施有限公司，合资方为宋平顺情妇许敏。
- 天津天健机动车驾驶员体检中心有限公司，2004年9月，合资方为许敏控制的顺安公司。

## 逸事
杜全顺热衷于网球、高尔夫球等运动。2007年4月天津市召开第一届警察体育运动会，杜全顺获得处以上领导干部组网球双打冠军。2008年4月26日，天津市公安局在天津边检总站网球场举办了2008年天津市公安局迎奥运网球比赛，200余名男、女民警和处以上领导干部参加了此次比赛。最终，武长顺与其下属杜全顺获领导干部组第一名。2009年5月17日，在天津举办的正艳杯高球邀请赛上，杜全顺获得最远距离奖。2010年11月12日，在天津市静海县团泊湖举办的2010精品高尔夫名人邀请赛，杜全顺以76杆获得季军。